# Rimpisenjärvi
Rimpisenjärvi är en sjö i Pajala kommun i Norrbotten och ingår i Kalixälvens huvudavrinningsområde.